# 小幡殿
小幡殿（おばたどの、生没年不詳）は、戦国時代の女性。織田信秀の七女で、織田信長の妹。小幡城主・織田信成の正室となったため、小幡殿と称される。信成は信秀の弟・信光の子であるため、従兄妹同士の結婚である。信成は天正2年（1574年）の伊勢長島一向一揆の際に戦死している。